# Olivier Cablat
 (septembre 2013).
Olivier Cablat est un artiste et photographe documentaire français né à Marignane le 11 mai 1978. Il vit et travaille à Arles.

## Biographie
Il est diplômé de l'université Paul Valéry de Montpellier en 1999, de l’École supérieure des beaux-arts de Marseille en 2000 puis de l’École nationale supérieure de la photographie de Arles en 2003. Il a ensuite travaillé comme photographe documentaire pour le Centre franco-égyptien d'étude des temples de Karnak en Égypte de 2003 à 2004. Il développe depuis 1999 des recherches sur le commerce, l’architecture de Las Vegas, le symbolisme populaire et sur tous les objets qui en sont plus ou moins directement issus.
En 2012, il expose aux Rencontres d'Arles. La même année, il est lauréat de la carte blanche PMU et expose son projet sur l’univers des champs de courses au BAL à Paris en 2013,,. En 2013, il présente son projet EGYPT 3000 au Quai no 1 de Vevey, en Suisse, après l'avoir exposé aux Rencontres d'Arles en 2012. En 2014, il est lauréat du prix Nestlé / Vevey Ville d'image puis expose son projet Duck, une théorie de l'évolution dans le cadre du festival Images de Vevey.
En 2015, il présente une version augmentée du projet DUCK dans le cadre des Rencontres d'Arles. Olivier Cablat décide de réactiver le concept du DUCK en constituant une archive composée de ses propres photographies, de publications numérisées et d’images collectées sur Internet.
En tant que commissaire, Olivier Cablat fonde en 2009 la Galerie et les éditions 2600. Il s'associe avec Sebastian Hau, pour fonder le Supermarkt, événement expérimental autour des publications et des pratiques émergentes en photographie. Changeant successivement de nom: Hypermarkt, The Last Hypermarkt, Le Club, Cosmos, l'événement est invité en 2015 à intégrer la programmation officielle des rencontres d'arles sous le nom Cosmos Arles Books.
En 2015, in entame un doctorat au LESA consacré à l'influence des technologies numériques sur les publications photographiques

## Publications monographiques
- DUCK, RVB-Books, Paris 2014[11];
- Contemporary Archaeology, RVB-Books, Paris 2014;
- Fouilles, Éditions Filigranes, Paris 2013;
- Enter the pyramid, RVB-Books, Paris 2012;
- Temples, Galerie 2600, 2011
- Galaxie, White Press, Cologne 2009 ;
- Études typologiques des effets de causalité observés sur des individus exposés à des épreuves physiques à caractère podologique, Galerie 2600, 2009 ;

## Expositions personnelles
- 2015 - Duck, A theory of evolution - Les Rencontres de la photographie - Arles 2015
- 2014 - Typologie progressive du sourire - Vitrine de la Société Française de Photographie - Paris
- 2013 - Egypt 3000 - Quai no 1, Vevey (Suisse)
- 2013 - Fouilles - Le BAL, Paris - Présentation de la carte blanche PMU 2012. Scénographie et mise en espace : Diane Dufour, Fannie Escoulen et Julien Magre
- 2012 - Egypt 3000 - 43e Rencontres Internationales de la Photographie. Atelier des forges, Arles. Commissariat: François Hébel
- 2011 - Egypt 3000 - Galerie Linette. Montpellier
- 2009 - Pour une archéologie contemporaine. Galerie Incognito. Paris
- 2009 - A Family business - Centre culturel Malkasten. Düsseldorf. Commissariat : Katja Stuke / Olivier Sieber
- 2007 - Clubs - Galerie Incognito. Paris
- 2004 - RN 113, L’architecture de Las Vegas en Méditerranée - Galerie Negpos. Nîmes
- 2000 - Belsunce, une pratique méditerranéenne de l’espace - Le Variété. Marseille

## Expositions collectives
- 2015 - L'image comme lieu - Galerie Michèle Chomette, Paris.
- 2012 - ATLAS - Galerie LWS, Paris. Avec : Olivier Cablat, Ezio D’Agostino, Hannah Darabi, Domingo Milella, Aymeric Fouquez, Josef Schulz, Philippe Chancel, Taiji Matsue, Eric Tabuchi. Commissariat: Valentine Guillien, Sebastian Hau et Victor Secretan
- 2012 - Digital Tradition - The last Hypermarkt. Galerie 2600, Arles. Avec : Pauline Hisbacq, Gilles Pourtier, Johan Attia, Mathieu Bernard-Reymond, Thomas Mailaender, Josef Schulz, Simon Scanner, Olivier Cablat, Eric Tabuchi, Raphaël Dallaporta… Commissariat: Olivier Cablat
- 2012 - ANT!FOTO - Kunstraum, Düsseldorf (Allemagne). Commissariat: Katja Stuke / Olivier Sieber
- 2012 - Plat(T)form 2012 - Fotomuseum Winterthur(Suisse)
- 2006 - GLOBUS DEI, der Ball und die Kunst (Le  ballon et l’Art) -  Musée Josef Albers. Quadrat, Bottrop (Allemagne). Avec : Christian Bau / Peter Lohmeyer, Stefan Demary, Yves Eigenrauch, Hans-Peter Feldmann, Bernard Fuchs, Thomas Grünfeld, Andreas Gursky, Inges Idee, Jörg Paul Janka / Joerg Sboralski, Henning Kappenberg, Markus Kiel, Axel Lieber, Andrea Meng, Hartmut Neubauer, Rolf Rose, Simon Scanner / Digital Zitlone, Pierre Schwartz, Jules Spinatsch, Ror Wolf, Piotr Zamojski. Commissariat : Heinz Liesbrock
- 2005 - Marks of Honour. A striking Library - F.O.A.M. et Galerie van Zoetendaal. Amsterdam. Commissariat : Markus Schaden
- 2006 - Best of blick in die sammlung - Die Photographische Sammlung / SK Stiftung Kultur. Cologne (Allemagne). Avec : Eugène Atget, Diane Arbus, Bernd et Hilla Becher, Karl Blossfeldt, Christian Borchert, Natascha Borowsky, Joachim Brohm, Marcel Broodthaers, Jim Dine, Lee Friedlander, Ruth Hallensleben, Candida Höfer, William Christenberry, August Sander, Albert Renger-Patzsch, Stephen Shore, Oliver Sieber, Rosalind Solomon, Michael Klöpfer, Bernard Fuchs, … Commissariat : Dr Susanne Lange
- 2002 - Au hasard le paysage - MIAM (Musée International des Arts Modestes). Avec : Pierre Schwartz. Bernard Belluc, Jean Pierre Ferrari, Céline Duval, Agnès Varda et autres collections. Commissariat : Pierre Schwartz.